# Theogenes (Beamter)
Theogenes war ein zwischen 218 v. Chr. und 207 v. Chr. mehrfach bezeugter dioiketes (Leiter der Zentralbehörden) Ägyptens unter Ptolemaios IV. Dieser Umstand wird in der Forschung als Beweis für eine kontinuierliche und effiziente Verwaltung des ägyptischen Ptolemäerreiches angesehen.